# メルポメネ、エラート、ポリュムニア
『メルポメネ、エラート、ポリュムニア』（仏: Melpomène, Érato et Polymnie、英: Melpomene, Erato and Polymnia）は、17世紀フランスの画家ウスタシュ・ル・シュウールが1652-1655年に板上に油彩で制作した絵画で、パリのサン＝ルイ島に建つランベール館の「ミューズの間」を飾ったル・シュウールの連作のうちの1点である。本作は、連作をなしたほかの作品とともに1777年にダンジヴィレ伯爵の勧めでルイ16世が取得し、1785年以降、パリのルーヴル美術館に所蔵されている。

## 作品
シモン・ヴーエのアトリエに学んだル・シュウールは、17世紀のフランスで尊敬を集めていた画家である。彼は、古代神話に主題をとったバロック的な装飾画を数多く描いたが、裕福な国務官ニコラ・ランベール・ド・トリニー (Nicolas Lambert de Thorigny) のランベール館のために最も重要な装飾画の依頼を受けた。それらの装飾画は、「愛の間」 (1645-1647年ごろ) と「ミューズの間」 (1652-1647年) のためのものであった。
ほぼ正方形の本作は、木の枝が自然の天蓋のように広がる風景の中に3人のミューズを表している。歌と音楽をつかさどるメルポメネは歌いながら、楽譜を見つめている。聖歌をつかさどるポリュムニアはヴィオラ・ダ・ガンバを弾きながら、うっとりと空を見上げている。ポリュムニアの背後にいる、恋愛詩をつかさどるエラートは、ただ1人、鑑賞者のほうを見つめている。彼女たちの姿はバロック的で、流れるような長い衣を纏い、情熱と動きが感じられる。

## 「ミューズの間」の連作 (ルーヴル美術館蔵)

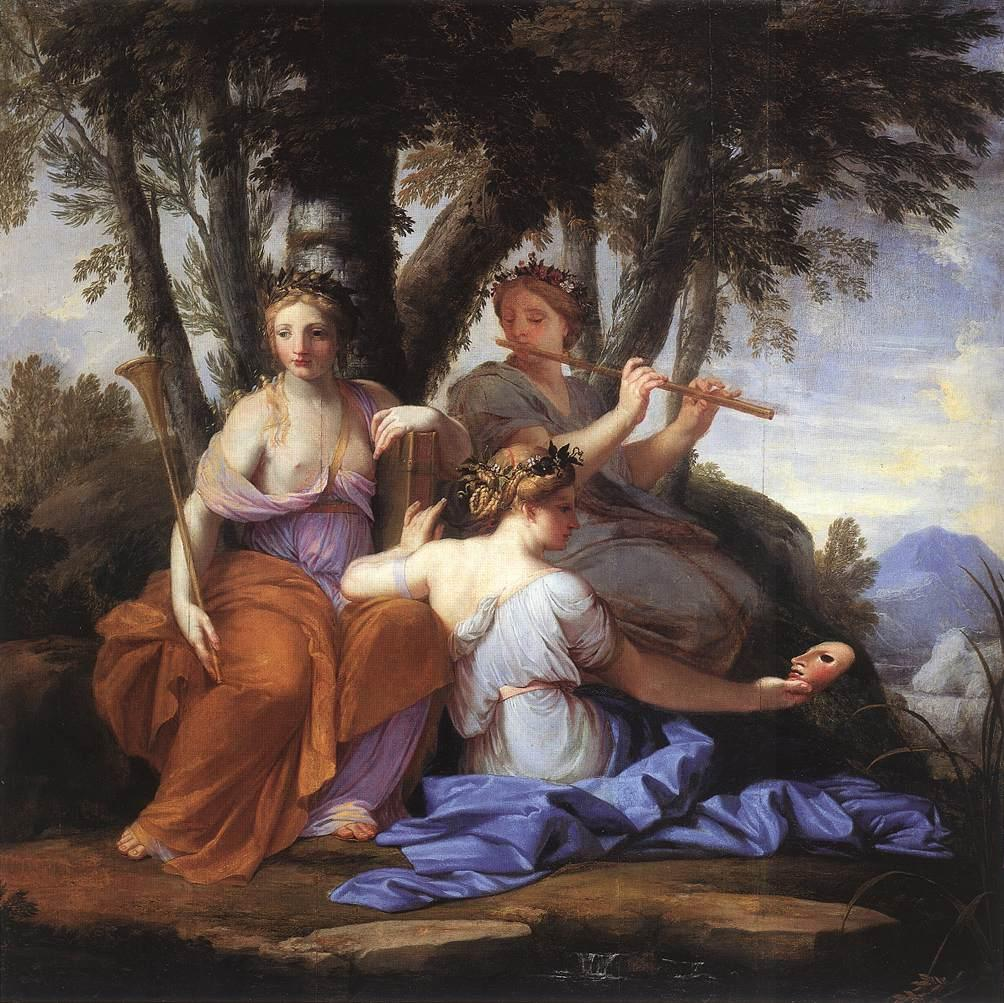
『クレイオ、エウテルペ、タレイア』
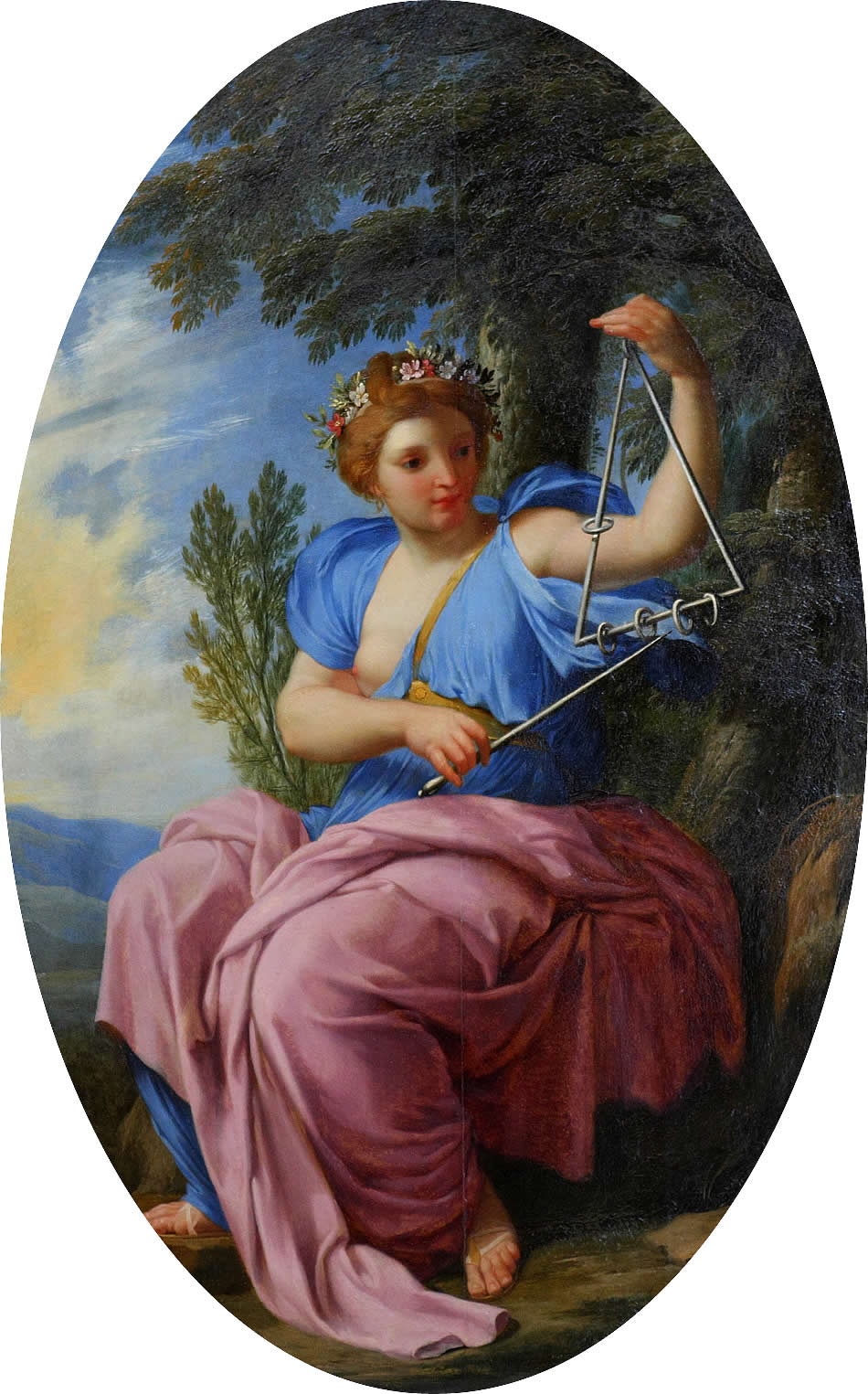
『テルプシコレ』
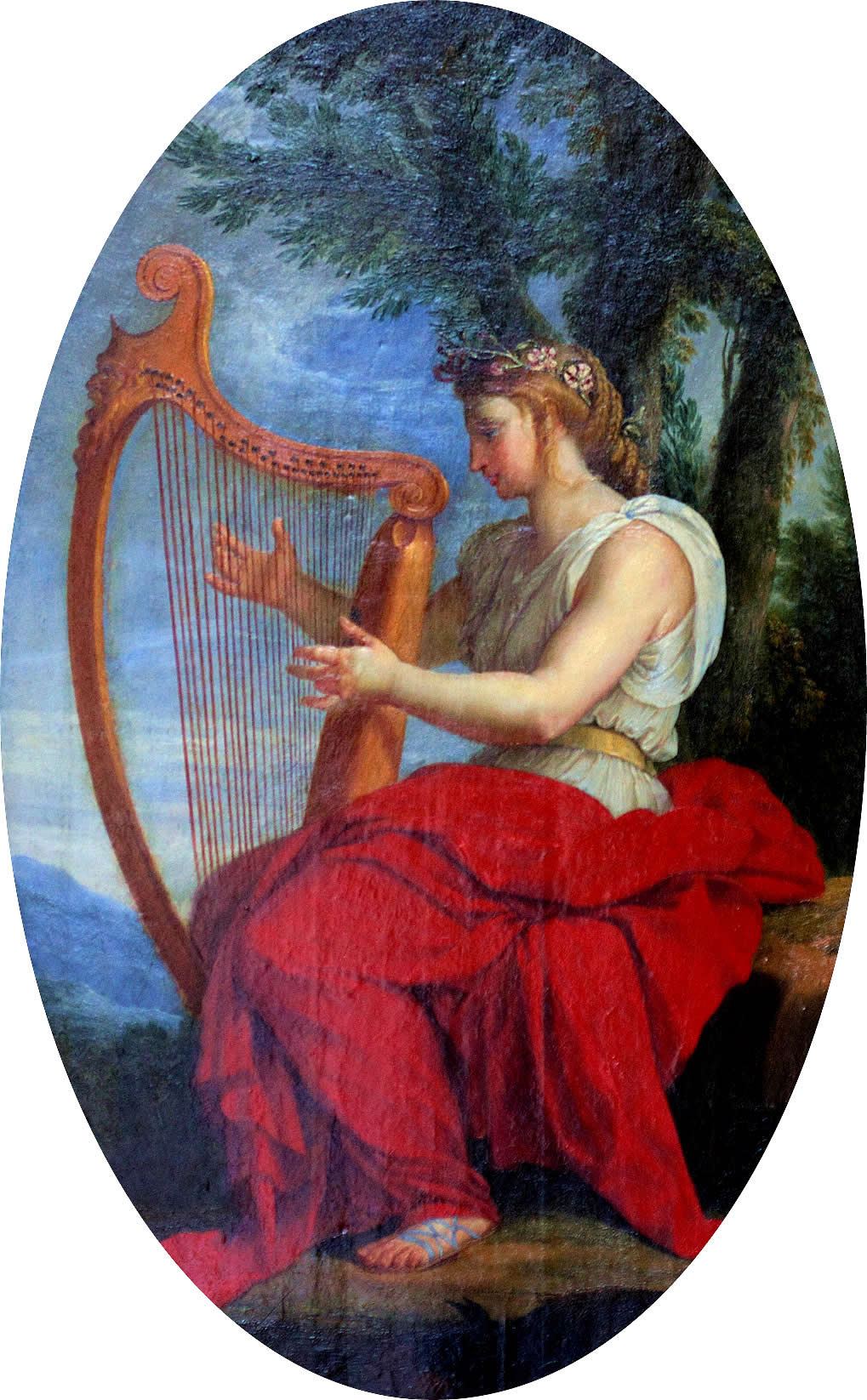
『カリオペ』
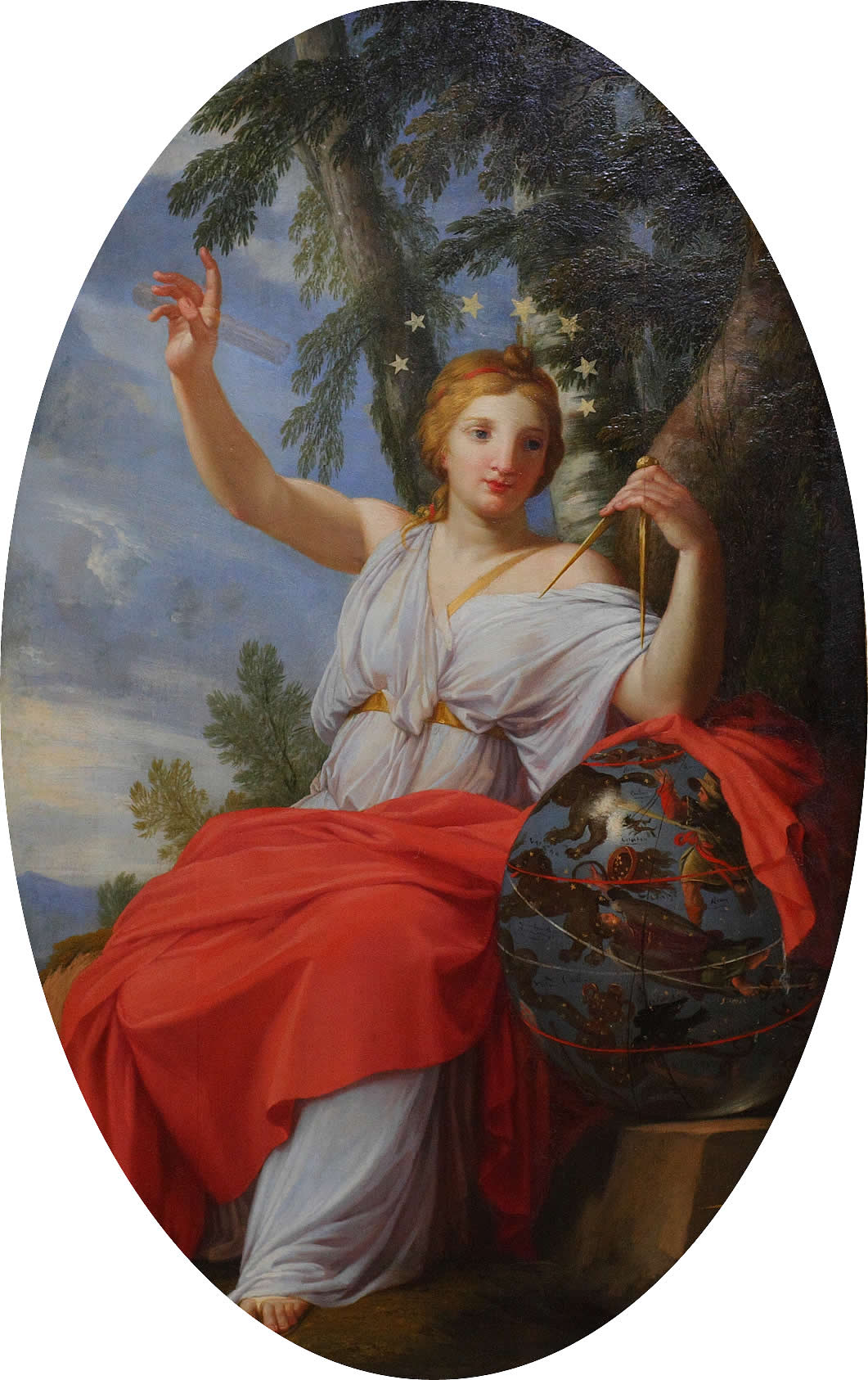
『ウラニア』